# Matěj Šmíd
Matěj Šmíd (14. března 1849 Přeštice – 21. března 1925 Přeštice) byl český umělecký hrnčíř.

## Život
Šmíd pochází z rodu, který vlastnil hrnčířství v Přešticích. Narodil se manželům Janovi, mistru hrnčířskému, a Terezii. Byl obdařen výtvarným talentem i obchodním duchem. Pod jeho vedením firma v Hrnčířské, později Karlově ulici č. 160, dosáhla velkého rozkvětu. Pro svoji práci využíval kvalitních cihlářských hlín, nalézajících se na území města i v jeho okolí. Jeho výrobky byly mistrně zpracovány. Míchání barev i tvorba glazur však zůstaly autorovým tajemstvím.
Šmídovy výrobky se těšily velké oblibě. Prodával na trzích v Přešticích i v okolních městech. Protože dodával i do lužanského zámku, našly si jeho výrobky majitele zvučných jmen. Objednávky přicházely z vily básníka Julia Zeyera i od jeho bratra architekta Jana Zeyera – šlo především o baňky, džbánky a modré flašky. Malířka Zdenka Braunerová odebírala keramiku, sama ji zdobila a prodávala na charitativních trzích. Zboží z Přeštic putovalo i do domu U Halánků, dnešního Náprstkova muzea. Dodávky pokračovaly i po smrti sběratele a mecenáše Vojty Náprstka.
Šmíd byl na jedno oko skoro slepý, přesto se mu podařilo proslavit hrnčířské řemeslo i v zahraničí. Kromě nádobí vyráběl kachlová kamna, sochy svatých, tašky na střechu – pálené i polévané glazurou, hračky, prasátka, formičky, houby, výjevy z českých dějin, busty slavných postav – Františka Palackého nebo T. G. Masaryka.
Výrobky Matěje Šmída je možné vidět v Národopisném muzeu v Plzni, Náprstkově muzeu v Praze, na zámku v Lužanech nebo v Domě historie v Přešticích.
Šmíd byl v Přešticích váženou osobností, stal se členem městské rady – je také autorem volební urny města. Zastával funkci předsedy Společenstva živnostníků, byl jednatelem Klubu mladé generace a členem prvního divadelního spolku Vratislav.

## Firma po smrti
Po smrti Matěje převzal firmu jeho syn František a po jeho smrti dcera Marie provdaná Benáková. Syn Matěj zemřel mladý na tuberkulózu a další syn Ludvík se vyučil krejčím. Následníkem rodu hrnčířského se stal Ludvíkův syn Karel, který se věnoval uměleckému porcelánu a keramice. Stal se ředitelem porcelánky ve Staré Roli a v Dalovicích. Firma zanikla v roce 1945.

## Výstavy a ocenění
- v Plzni
- v Klatovech
- v Domažlicích
- 1891 Všeobecná zemská výstava v Praze – bronzová medaile – vystavoval třísetlitrový džbán s výjevem Adama a Evy v ráji
- 1891 Národopisná výstava – zlatá medaile[5]